# Gabinete Militar Alemán

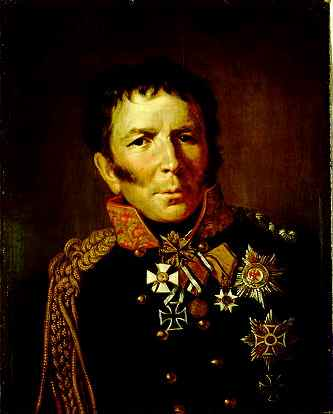
Hermann von Boyen, 2.º Jefe del Gabinete Militar Prusiano.

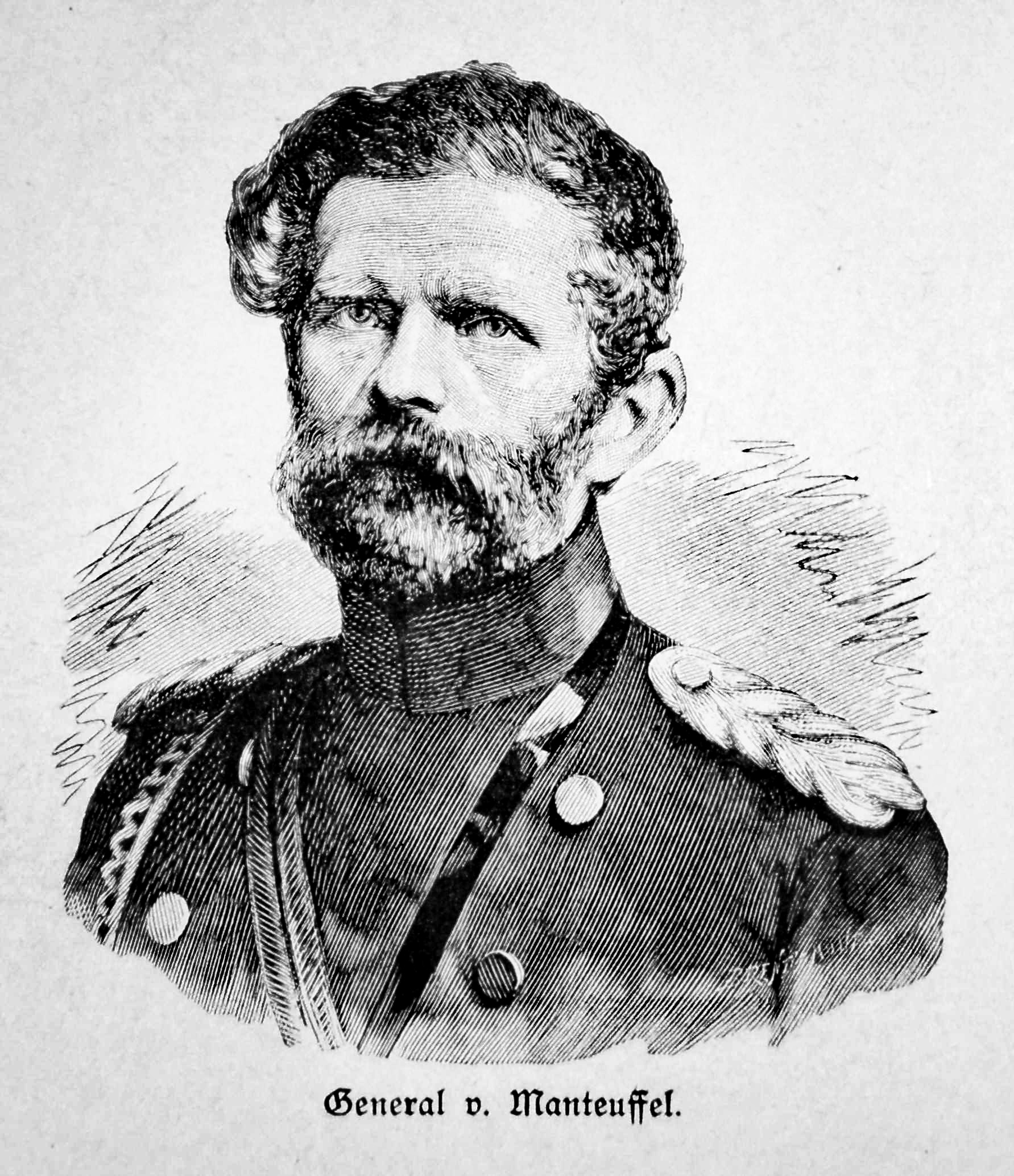
Edwin von Manteuffel, retrato por Richard Brend'amour.

El Gabinete Militar Prusiano o (más tarde) el Gabinete Militar Alemán (en alemán: Militärkabinett) fue una institución militar bajo mando directo de la autoridad del rey de Prusia y emperador alemán para el manejo de asuntos personales del cuerpo de oficiales del ejército.
El Gabinete Militar emergió del departamento de personal del Ejército Prusiano a raíz de la reforma del ejército de 1809, y fue oficialmente establecido el 3 de junio de 1814. Evolucionó bajo el reinado del Kaiser Guillermo II como un instrumento personal del monarca para el proceso de todos los asuntos militares.
El Jefe del Gabinete Militar era al mismo tiempo Adjunto General (ayudante de campo en jefe) del monarca y subordinado únicamente a él.
Fue modernizado bajo el liderazgo de Edwin Freiherr von Manteuffel, desde 1856/1857 hasta 1865. Durante la guerra austro-prusiana de 1866 y la guerra franco-prusiana de 1870/1871 el jefe del Gabinete Militar era miembro del Cuartel General del Ejército.
Con la aparición del Ejército Imperial Alemán después de 1871 los poderes del Gabinete Militar fueron ampliados. Permaneció como una autoridad prusiana y funcionó como el Gabinete del ejército imperial. Hasta 1918 fue oficialmente el "Gabinete Militar de Su Majestad el Emperador y el Rey". El jefe del gabinete mantenía comunicaciones normales con el emperador varias veces por semana. Con el tiempo el gabinete se convirtió en un gran centro de poder. Tenía gran influencia en el Kaiser Guillermo I, y todavía ganó más poder con Guillermo II.
Durante la Primera Guerra Mundial, el Gabinete Militar perdió peso en favor del Mando Supremo del Ejército de Hindenburg y Ludendorff. Con la abolición de la monarquía, el Gabinete Militar se convirtió en la oficina de personal del Reichswehr (ejército) de la República de Weimar.

## Jefes del Militärkabinett
- 1808 Karl Wilhelm Georg von Grolman
- 1810 Hermann von Boyen
- 1816 Ludwig Gustav von Thile
- 1818 Job von Witzleben
- 1834 Friedrich Karl David von Lindheim
- 1841 August Wilhelm von Neumann-Cosel
- 1848 Friedrich Ludwig Robert Johann von Schoeler
- 1857 Edwin von Manteuffel
- 1864 Hermann von Tresckow
- 1871 Emil von Albedyll
- 1888 Wilhelm von Hahnke
- 1901 Dietrich von Hülsen-Haeseler
- 1908 Moriz von Lyncker
- 1918 Ulrich von Marschall